# Виро Утрехтский
Виро Утрехтский (нидерл. Wiro) — святой епископ VIII века, основатель аббатства на реке Рур у Рурмонда (провинция Лимбург, Нидерланды).

## Предание
Святитель Виро родился в Ирландии (по другим источникам — в Шотландии) во второй половине VII века. Получил хорошее духовное воспитание и научное образование.
По достижении зрелого возраста паломничал вместе со спутниками в Рим, где был посвящён в епископы. Возвратившись на родину, некоторое время трудился в Нортумбрии, а потом отправился с миссионерской деятельностью на Нижний Маас и Нижний Рейн. Предание говорит о том, что он был одним из спутников и сотрудников святителя Виллиброрда, который и назначил Виро епископом Утрехтским.
В устье реки Рур (при её впадении в Маас) начал в 706 году строительство аббатства, как одного из центров миссионерской деятельности по христианскому просвещению местного населения. Земля для монастыря была пожертвована Пипином Геристальским. Сейчас на этом месте находится селение Санкт Одилиенберг.
Но это не единственная версия относительно даты основания аббатства. Вторая точка зрения сводится к тому, что святой Виро был спутником святителя Бонифация и поэтому монастырь мог быть основан не ранее сороковых годов восьмого века. Вторая точка зрения не имеет документальных подтверждений, поскольку, согласно первому описанному житию св. Виро, земля была подарена именно Пипином Геристальским, скончавшимся в 714 году. Кроме этого, в пользу первой версии говорит тот факт, что Виллиброрд и его спутники занимались миссионерской деятельностью в долине Мааса и в горных районах Айфеля, то есть к западу от Рейна, в отличие от деятельности Бонифация, проводившего христианизацию населения в основном к востоку от Рейна.
Год смерти святого неизвестен. Принято считать днем его смерти 8 мая. В 1361 году мощи были перенесены в Рурмонд, а в 1881 году обратно в Санкт Одилиенберг, где хранятся и поныне. Глава святителя Виро находится в Утрехте.

## Имя святителя Виро на карте мира

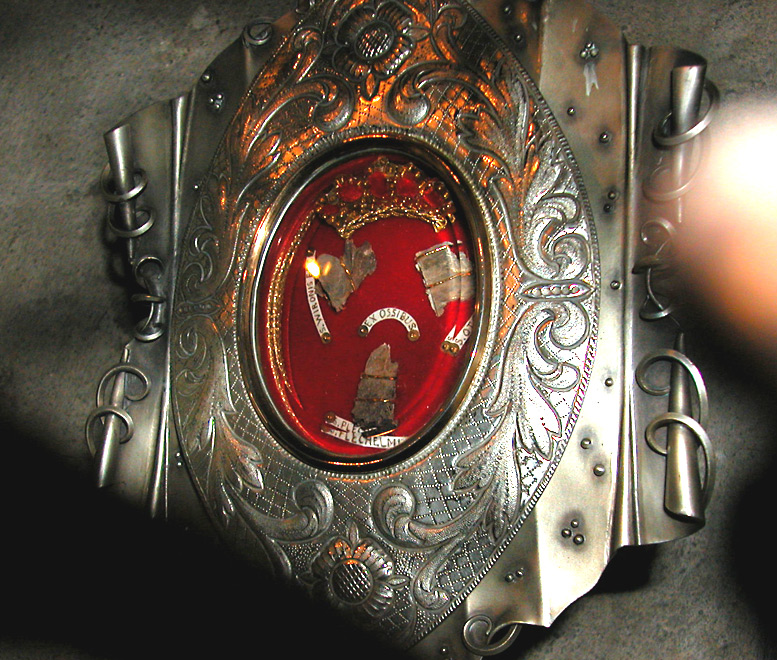
Реликварий свв. Виро, Плехельма и Отгера

Кроме того, что собор в Санкт Одилиенберге назван в честь Виро и его спутников Плехельма (Plechelmus) и Отгера (Otgerus), в честь святого Виро названы многие церкви и часовни в Нидерландах. В честь Виро названа одна из центральных улиц в Санкт Одилиенберге.

## Дни празднований
Святитель Виро празднуется как католической, так и православной церковью. День памяти святого у католиков — 8 мая, у православных — 21 мая. Особый день памяти у католиков Рурмонда (провинция Лимбург, Нидерланды) — 11 мая.
21 мая 2009 года у мощей святителя Виро в Санкт Одилиенберге впервые молилась группа православных паломников РПЦ МП из Дюссельдорфского прихода Покрова Пресвятой Богородицы.